# Emmerting
Emmerting là một đô thị thuộc huyện Altötting bang Bayern nước Đức